# یک دختر واقعاً جوان
یک دختر واقعاً جوان (فرانسوی: Une vraie jeune fille‎) فیلمی درام به کارگردانی کاترین بریا محصول سال ۱۹۷۶ است. از بازیگران آن می‌توان به شارلوت الکساندرا و هیرام کلر اشاره کرد. بی‌پروایی جنسی فیلم که فرج شارلوت الکساندرا در آن نمایش داده شده بود موجب شد از اکرانش در بسیاری از کشورها جلوگیری شود و تا سال ۲۰۰۰ از نمایش در سالن‌های سینما محروم بود.